# Obejo
Obejo é um município da Espanha na província de Córdova, comunidade autónoma da Andaluzia. Tem 214,65 km² de área e em 2021 tinha 2 025 habitantes (densidade: 9,4 hab./km²).

## Demografia
| Variação demográfica do município entre 1991 e 2004 | Variação demográfica do município entre 1991 e 2004 | Variação demográfica do município entre 1991 e 2004 | Variação demográfica do município entre 1991 e 2004 |
| --------------------------------------------------- | --------------------------------------------------- | --------------------------------------------------- | --------------------------------------------------- |
| 1991                                                | 1996                                                | 2001                                                | 2004                                                |
| 1467                                                | 1494                                                | 1553                                                | 1500                                                |